# Андалуска каденца
Андалуска каденца (дијатонски фригијски тетрахорд) је термин усвојен из фламенко музике за низ акорада који се састоји од четири акорда који се спуштају постепено — vi-V-IV-III  у односу на дур или i – VII – VI – V у односу на мол. .  Иначе је позната као молски силазни тетракорд . Позната још из ренесансе, ова каденца је један од најчешћих хармонских низова класичне музике Playⓘ.
Упркос свом називу, то није права каденца јер се права каденца јавља само једном, када се завршава фраза, одељак или музичко дело ; најчешће се користи као остинато (део који се понавља изнова и изнова). 

## Структура
Андалуска каденца може се означити као vi – V – IV – III у односу на дур; i – VII – VI – V  у односу на природни или мелодијски мол, при чему су оба идентична при спуштању; или као i – ♭VII – VI – V  у односу на хармонски мол, у коме је дошло до подизања субтонике (VII) у вођицу (која би се у природном или мелодијском молу означила са ♮VII) те се мора назначити њено поновно снижавање.   На трећем степену завршног акорда ( III или V, у зависности од тоналитета), субтоника је повишена за полустепен у вођицу како би се вратило на молски акорд који започиње низ.

## Порекло
Популарни мелодијски образац Древне Грчке  нуди могуће полазиште андалуске каденце. Назван доријанским тетракордом, низ подсећа на бас линију прогресије акорда која се развила вековима касније. Неки теоретичари сматрају да се иста структура можда јавила и раније у Краљевству Јудеја .    Низ који је по структури био сличан грчком тетракорду можда је био познат и Маврима у јужној Шпанији, па се затим проширио на остатак западне Европе. На француске трубадуре утицала је шпанска музика. 
Андалуска каденца какву данас познајемо, са трозвуцима, можда настаје тек у пенесанси, иако се, по свему судећи, паралелне трећине или шестине употребљавају још у 13. веку. Једна од најранијих употреба овог низа акорда види се у хорском делу Клаудија Монтевердија, Плач нимфе (Lamento della Ninfa). Комад почиње у а-молу и јасно користи каденцу као басо остинато - што резултира А-мол – Е-мол – F-дур – Е7.  Ово дело је први пут објављено у Осмој књизи Мадригала (1638). 
Прогресија подсећа на прва четири такта Пасамеца антика из 15. века  ; i – ♭VII – i – V. Употреба акорда ♭VI може сугерисати новије порекло од Пасамеца антика, јер је каденца i – ♭VII and ♭VII – i била популарна у касном средњем веку и раној ренесанси,  док је ♭VII – ♭VI  настао као резултат напретка у теорији музике.  Међутим, одсуство вођице из акорда ♭VII наговештава да је прогресија настала пре тоналног система у модалном приступу из доба Палестрине, где се тоници мора приступити из акорда V, док би типични барокни стил избегао ♭VII и увео доминантне акорде ( ♮ VII или V акорде, да би се створила каденца која се разрешавају у i акорд). 

## Анализа
Мала септима би се додала доминантном акорду V да би се повећала напетост пре резолуције (V7-i).  Бас ноте акорада припадају модерном фригијском тетракорду (еквивалент грчкoм дорском тетракорду), који се може наћи као горњи тетракорд природне молске скале (за А-мол, они су : A G F E).
Изванредна чињеница о тетракордима примећена је још у античко доба, a поново откривена у раној ренесанси: када тетракорд садржи пoлустепен између два тона, тај полустепен ће одредити мелодијску тенденцију датог тетракорда или модуса (при комбиновању тетракорда).  Ако је полустепен између два виша тона, мелодија има тенденцију да буде узлазна (нпр. дур); полустепен између два нижа тона у тетракорду садржи мелодију која је силазна.  Фригијски тетракорд, позајмљен из традиционалне музике источне Европе и Анадолије , такође се може наћи у андалуској каденци и садржи поменуту особину (полустепен пада између [основних тонова] V и ♭V).

### Модални насупрот тоналном
Дубљом анализом приметиће се да многе прогресије акорда вероватно датирају из епохе пре раног барока (обично се повезује са настанком тоналитета ).  У таквим случајевима (као што је код андалуске каденце), објашњења која нуди  анализа кроз тоналитет „занемарује“ историју и еволуцију ове прогресије акорада. То је зато што тонална хармонска анализа користи само две скале (дур и мол) при објашњавању кретања акорада. Насупрот томе,  модални систем (тј. сви музички модуси икада створени и њихове специфичне хармоније - ако постоје) нуди различита могућа порекла и објашњења за сваки акорд. Међутим, већина класичне (барокне и на даље) и популарне музике која користи неку прогресију акорда је може анализирати тонално.. 
Бројни музичари и теоретичари (укључујући и славног гитаристу Манола Санлукара ) сматрају да је прогресија позната као андалуска каденца настала из фригијском модуса.  Како је тонална анализа први акорд у прогресији узела за тонику („i“), фригијски запис (модал) каденце гласи овако: iv – ♭III – ♭II – I (или, чешће, али мање тачно, iv – III – II – I  ). Иако тонске функције имају мало заједничког са фригијским модусом, четири акорда могу се грубо изједначити. (Фригијски модус је попут природног мола са спуштеним другим ступњем за полустепен;  међутим, трећи тон у скали се мења из молске у дурску терцу, и обрнуто, што је еквивалент сукобу субтонике/ вођице у тоналној анализи. ) Дакле, „iv“ одговара субдоминантном акорду, док је „♭III“ медианта, а „I“ је тоника. Акорд „ ♭ II“ има доминантну функцију,   и може се сматрати тритонском супституцијом „V“, односно нaпуљски секстакорд .  (Једина сврха истицања ових „функција“ је упоређивање модалног и тоналног приказа каденце. Модус у каденци није чисти фригијан, већ онај чија се трећа нота јавља у оба случаја, као молска и као дурска терца. То је у тоналној анализи неприхватљиво;  стога се тонске функције не могу користити. Уобичајена грешка се јавља када се о модусу мисли као о дуру, с обзиром на то да је тонски акорд дурски.  Међутим, фригијски модус карактерише мала терца, а акорд „I“ се може појмати као позајмљени акорд, тј. Пикардијска терца . )
Акорд VI се се може додати између III и ♭II (iv-III-VI-♭II-I) и на њега се разрешити слично као код паралелног дура у молу. 
Друга модификација даје прогресији карактеристичнији модални звук једноставном заменом акорда VII са акордом vii . Ово благо мења прогресију; А-мол – Gмол – F-дур – Е7 . Може се наћи у „Канели“, аутора ДиМеола / МекЛофлина / Де Луције. Иако је овај пример у H-молу, принцип је исти. 

### Хармонске особености
Тонски систем поставља три главне функције за дијатонске тетрахорде: тоника (Т), доминанта (Д) и субдоминанта (СД). Дозвољен је било који низ кроз различите функције (нпр. Т → Д, СД → Д), осим Д → СД.  Ступњеви тонске скале су следећи: „I“ и „VI“ су тонични акорди (од којих је „I“ јачи; све завршне каденце завршавају се са „I“), „V“ и „имају доминантну функцију (обе карактерише вођица, а „V“ је јачи), „IV“ и „II“ су субдоминантни акорди („IV“ је јачи).  („III“ нема тачно одређену функцију, иако у неким случајевима може заменити доминантну. ) Забрањени су сви низови акорада исте функције, од слабијег члана до јачег (нпр. VII – V), . Када се користи природни мол, доминантни акорди своју вођицу мењају за субтонику; као резултат тога, њихов доминантни квалитет је знатно умањен. 
Тонски увид у андалуска каденцу доводи до тога да се „ ♭ VII“ сматра локалним изузетком: субтонику коју користи као основни тон треба, међутим, заменити вођицом пре него што се врати на „i“. (вођица се чује у акорду „V“, као велика (дурска) терца акорда. ) „ ♭ VII“ тада губи своју доминантну (упоредити са: „ ♮ VII“), а добија управо супротну функцију.  Односно, акорд „ ♭ VII“ би сада радије прешао на субдоминанту него на тонику. Ипак, андалуска каденца доноси гранични услов за тоналну хармонију, следом акорада ♭ VII – ♭ VI. 
Андалуска каденца је аутентична каденца, јер доминантни акорд („♭II “) долази непосредно пре тонике „i“. (Користећи модалне хармоније, трећи, а не четврти акорд - „ ♭ II“ - делује као доминантна, замењен тритонусом. Упркос томе, каденца је аутентична. Сам четврити акорд је тоника, те каденца не мора да се враћа тонској тоници, односно модалном „iv“. ) 

## Називи у фламенко музици
Стандардни штим гитара доводи до тога да се већина фламенко музике свира у само неколико тоналитета. Од њих су најпопуларнији А-мол и D-мол (еквивалентно Е-фригијану, односно А-фригијану).  Зову се:
- пор ариба, што одговара А-молу, где се андалуски ритам састоји од прогресије акорда А-мол – G – F – E
- пор медио именује D-мол кључ у коме је андалуска каденца изграђен од низа D-мол – C – B – А [1]

### Изведени тоналитети
Користећи каподастер или скордатуру(нестандардан штим), могу се користити и други тоналитети, углавном изведени из два основна. Фламенко итариста  Рамон Монтоја и певач Антонио Ћакон међу првима су користили нове тоналитете који имају препознатљива имена: 
| Термин који се користи у фламенку | Тоналитет | Модални (фригијски) тоналитет | Прогресија акорда   | Конструкција                      |
| --------------------------------- | --------- | ----------------------------- | ------------------- | --------------------------------- |
| пор гранаина                      | Е-мол     | H-фригијан                    | Ем - D - C - H.     | пор медио, каподастер на 2. прагу |
| пор Леванте                       | H-мол     | Fis-фригијан                  | Hм - А - G - Fis    | пор ариба, каподастер на 2. прагу |
| пор минера                        | Cis-мол   | G-фригијан                    | CIs м - H - A -     | пор ариба, каподастер на 4. прагу |
| пор рондења                       | Fis-мол   | Cis-фригијан                  | Fis м - Е - D - Cis | скордатура                        |

## Музички примери који садрже андалускз каденцу

### Популарна музика
Песме из раних 60-их попут хита групе Венчурис „Walk, Don't Run" из 1960. која користи структуру андалуске каденце у бас деоници свог сурф-рок хита; први акорд је, међутим, А-дур, а не А-мол како многи погрешно мисле. Други примери вредни помена из домена популарне музике су „Stray Cat Strut", „Good Vibrations"„All Along the Watchtower", „Like a Hurricane", „Happy Together", „California Dreamin" и „Sultans of Swing".
Андалуска каденца се појављује у рефрену песме „ Smooth Criminal, “ Мајкла Џексона, а такође гради основу за средњи део песме Пака де Лусијеа, „Entre dos Aguas“, где се ова прогресија јавља у Е-молу. 
Осим тога, прогресија I-♭VII-♭VI-V је примарна структура „ Hit the Road Jack “. 

## Алтернативне прогресије
- „ California Dreamin ' “ (1965) The Mamas & the Papas, где су два акорда заменила места: i (– i2) – ♭VI – ♭VII – V5
4-3 4-3. (Напомена: нотација „i 2 “ представља тонични акорд чија је септима у басу; а „ 5
4-3"нотација сугерише суспендован акорд који разрешава у квинтакорд [15] )

### Страни акорди, бас линија непромењена
- Прогресија кравратма или додавање VI између III и ♭ II: A-mол – G7 – C – F– E  или iv-III7-VI-♭II-I. [12]

### Замена доминантног акорда
Необичнији начин промене каденце може се чути у „Comfortably Numb " (1979), групе Пинк Флојд,  где се акорд "V" прескаче и на његовом месту се свира акорд "iv". Прогресија гласи овако: i – ♭VII – ♭VI (– ♭VI2) – iv (па се враћа на „i“). Прогресија која настаје је на ивици између тоналног и модалног, где се субтоника не враћа у вођицу, али је добијена каденца погодна за тоналну анализу (назива се плагална каденца).

## Савремена употреба
Интеграција традиционалне андалуске каденце и праксе музичке композиције и песме у ренесансном стилу очигледнае су у модерним музичким жанровима као што су рок и поп. Фламенко, стил музике и плеса који је популар у андалуским регионима Шпаније, такође је уграђен у модерну поп и рок музику. Конкретни примери укључују употребу каденце у „La leyenda del tiempo“ Камарона де ла Исла.  Остале скорије употребе каденце очигледне су у рок песмама инспирисаним фламенком као што су „Ya no me asomo de la reja“, „La que vive en la Carrera“ и бас у песми „Negras las intenciones“.  